# Zalesie (Jędrzejów)
Pour les articles homonymes, voir Zalesie.
Zalesie est une localité polonaise de la gmina d'Oksa, située dans le powiat de Jędrzejów en voïvodie de Sainte-Croix.